# Place de l'Homme-de-Fer
Pour les articles homonymes, voir Homme de fer.

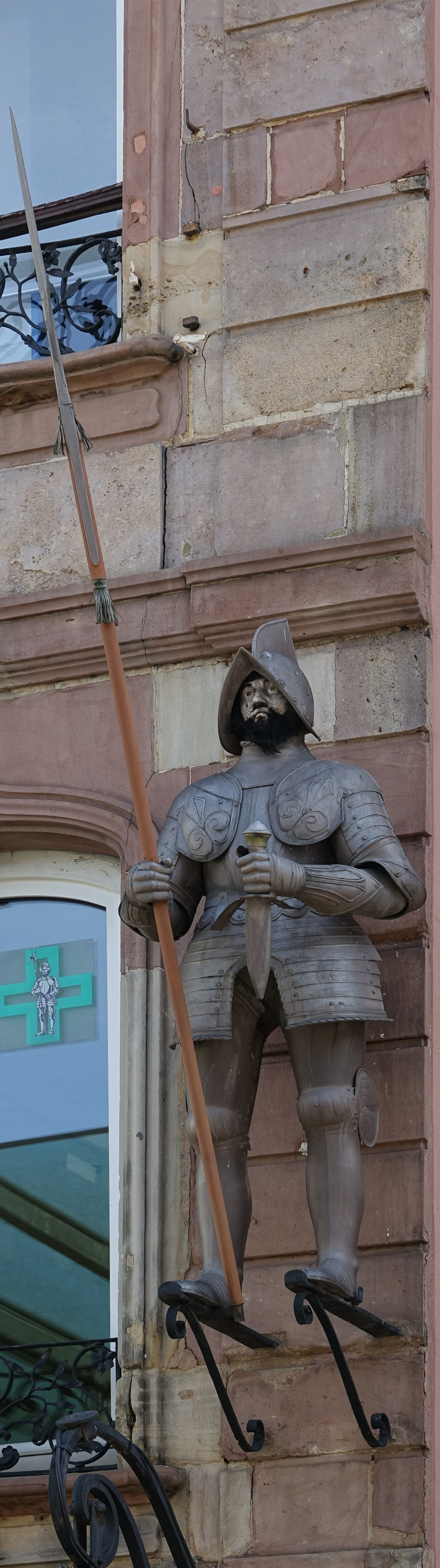
Statue de l'Homme de fer.

La place de l’Homme-de-Fer (en alsacien Isernemannsplatz, en allemand Eisernermannsplatz) est une place du centre-ville de Strasbourg, située à l’extrémité nord de la place Kléber. Très fréquentée, c'est l'un des carrefours majeurs de la ville où se croisent plusieurs lignes du tramway. Elle est dominée par l'immeuble des grands magasins Printemps et surmontée d'une rotonde en verre.
La place doit son nom actuel au soldat en armure qu'un « forgeron d'armes » a fixé au XVIIIe siècle à quatre mètres de hauteur sur sa façade, à l'angle d'une demeure qui porte désormais le no 2 de la place et abrite une pharmacie. L'original, remplacé durant les années 1970 par une copie en fer-blanc, est aujourd'hui visible au musée historique de Strasbourg.

## Histoire
Au nord de la place Kléber se trouvait un îlot d'immeubles, lors de la Seconde Guerre mondiale celui-ci fut détruit pour laisser place à l’actuelle place Homme-de-Fer.
C'est à cette place que l’architecte Gustave Stoskopf , en 1955, est chargé de la réalisation de cinq immeubles qui contiennent la tour Valentin Sorg, haute de quatorze étages . 
La place a subi de nombreuses modifications afin de recevoir le tramway ainsi que pour sa piétonnisation.  

## Photographies

Vues historiques
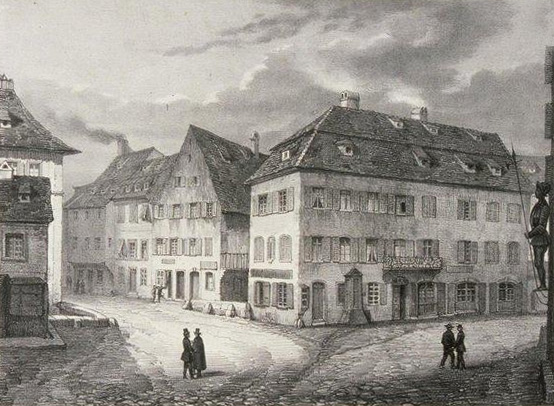
La place avant 1840.
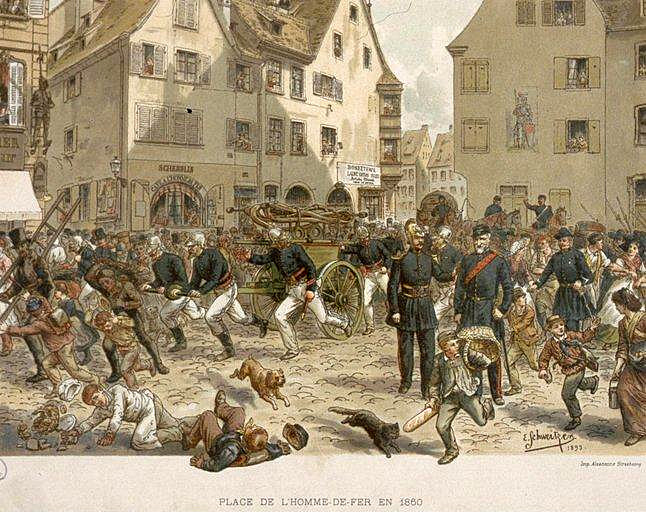
La place en 1860.
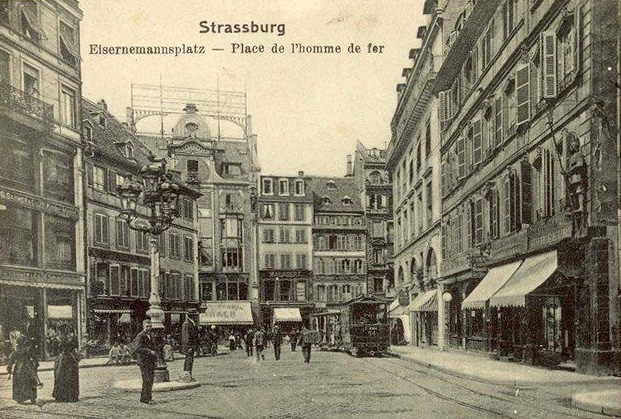

La place actuelle
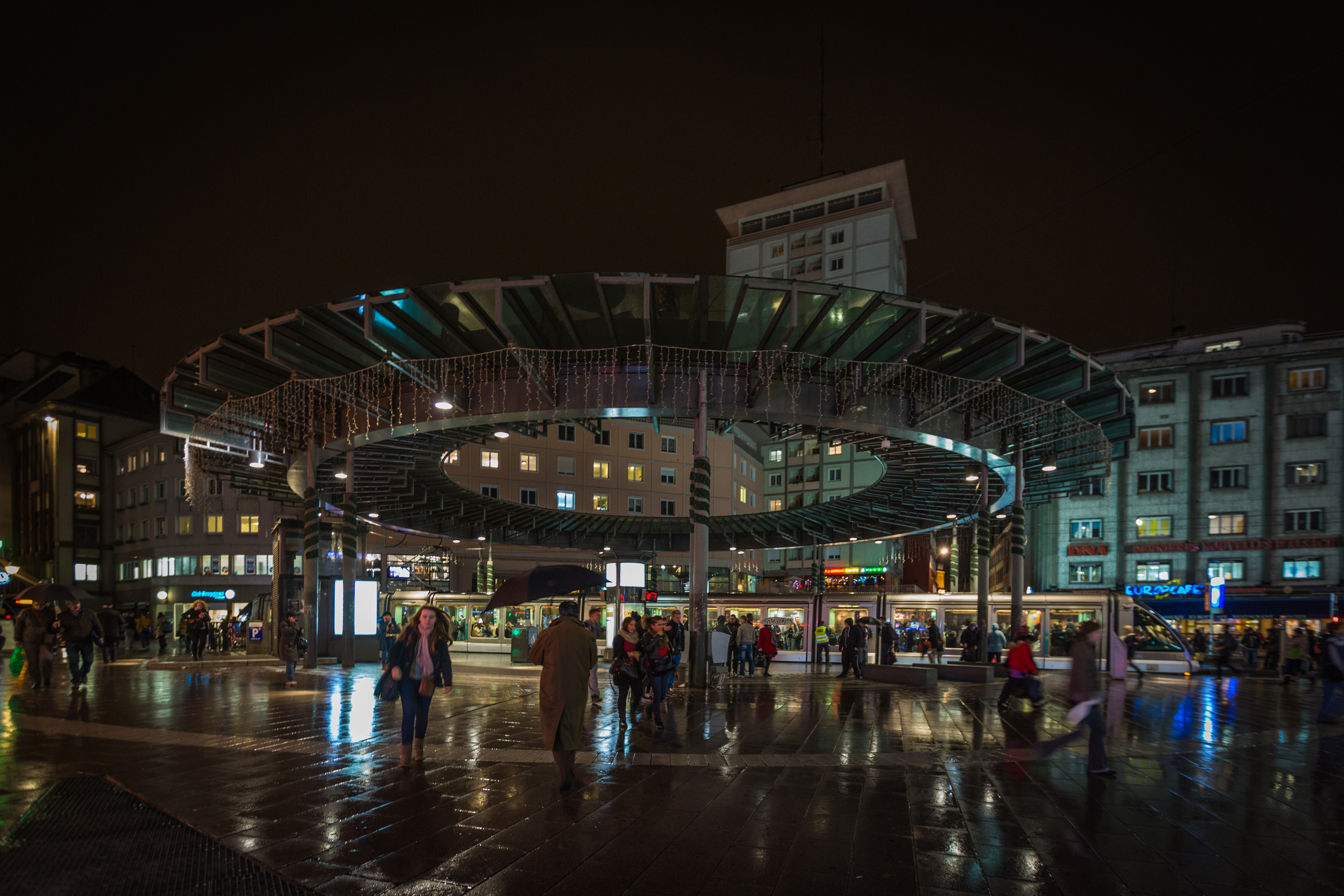
La place de l'Homme de Fer à Strasbourg vue de nuit.
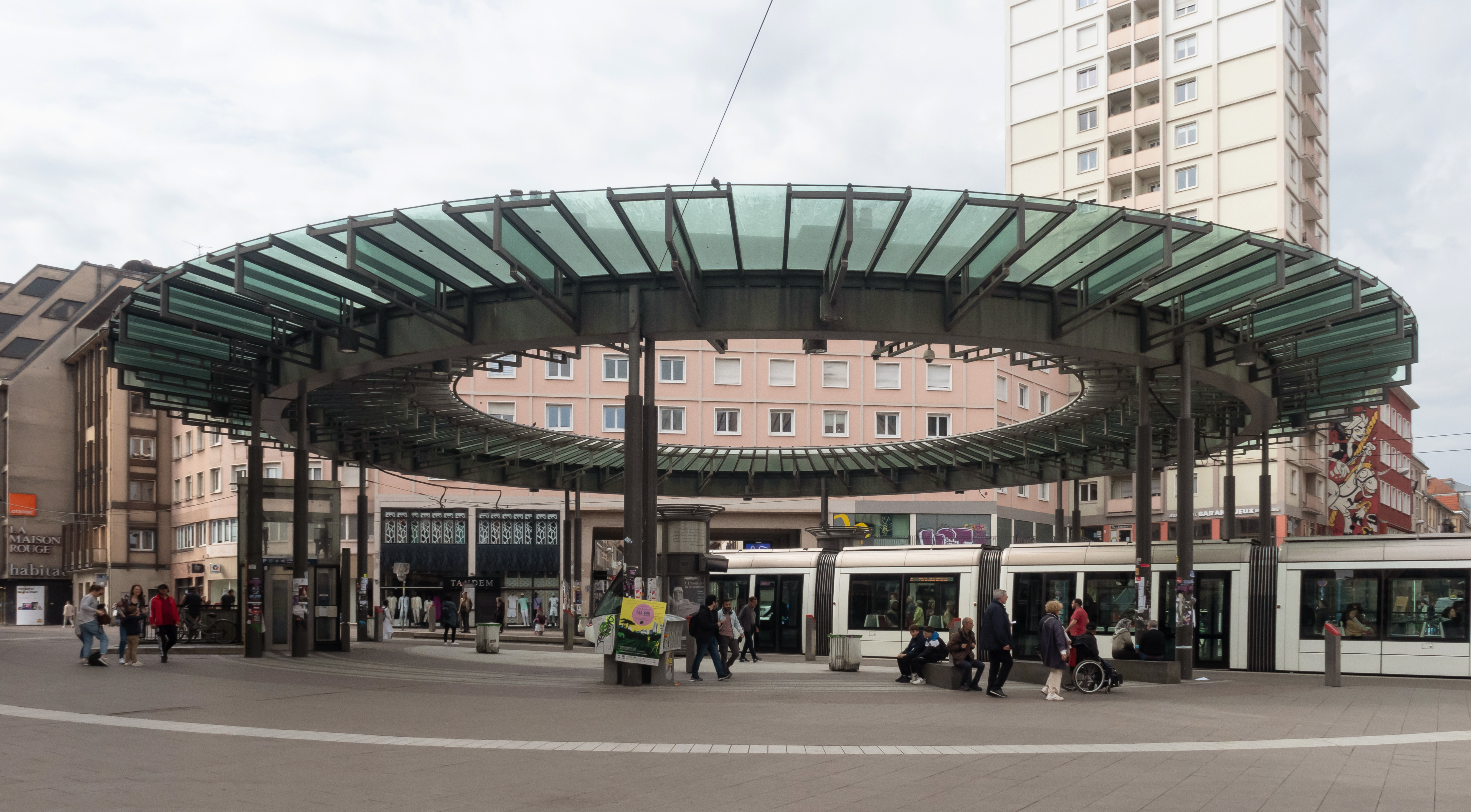
Straatsburg, Place de l'Homme de Fer á Strasbourg vue de jour.
Le nouveau magasin Printemps en 2013.
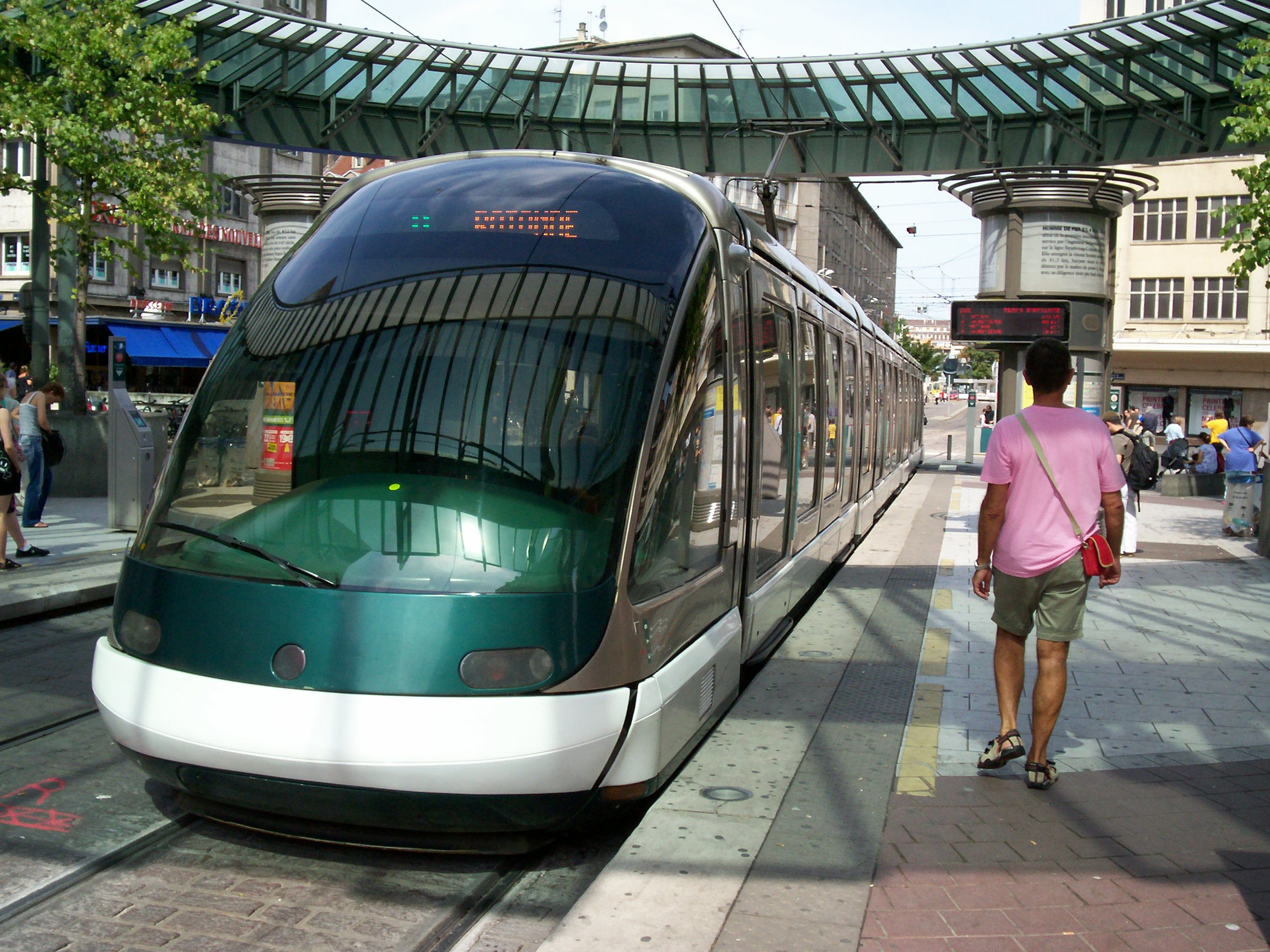
Station de tram.

## Carrefour du tram
La place est aujourd'hui le croisement de 5 lignes du tramway. Les lignes A, B, C, D et F convergent sur cette place en faisant l'un des principaux nœuds de correspondance pour se rendre d'un endroit à l'autre à Strasbourg et dans son agglomération.